# San José de Gordoa
San José de Gordoa är en ort i Mexiko.   Den ligger i kommunen Unión de San Antonio och delstaten Jalisco, i den centrala delen av landet, 400 km nordväst om huvudstaden Mexico City. San José de Gordoa ligger 1 904 meter över havet och antalet invånare är 198.
Terrängen runt San José de Gordoa är huvudsakligen platt, men åt nordväst är den kuperad. Runt San José de Gordoa är det glesbefolkat, med 20 invånare per kvadratkilometer. Närmaste större samhälle är Lagos de Moreno, 14,8 km norr om San José de Gordoa. I omgivningarna runt San José de Gordoa växer huvudsakligen savannskog.